# Kraj (film)
Kraj (russisk: Край) er en russisk spillefilm fra 2010 af Aleksej Utjitel.

## Medvirkende
- Vladimir Masjkov som Ignat
- Anjorka Strechel som Elsa
- Julija Peresild som Sofia
- Sergej Garmasj
- Aleksej Gorbunov som Kolyvanov